# Jim Varela
Jim Varela, vollständiger Name Jim Morrison Varela Devotto, (* 16. Oktober 1994 in Montevideo) ist ein uruguayischer Fußballspieler.

## Karriere

### Verein
Der je nach Quellenlage 1,75 Meter oder 1,80 Meter große Mittelfeldakteur Varela spielte zunächst für den Club Atlético Peñarol. In der Apertura 2012 sind dort drei Einsätze (kein Tor) in der Primera División für ihn verzeichnet. Mit den Aurinegros wurde er in der Saison 2012/13 Uruguayischer Meister. Im Juli 2013 wechselte er zu Benfica Lissabon, wo er für die B-Mannschaft eingeplant war. Benfica verlieh den Spieler ohne Pflichtspieleinsatz weiter an den SC Farense. Dort absolvierte er in der Saison 2013/14 zehn Spiele in der Liga de Honra (ein Tor) und kehrte anschließend zu Benfica zurück. In der Saison 2014/15 ist für ihn dort allerdings kein Pflichtspieleinsatz verzeichnet. Im September 2014 befand er sich zu Probetrainingseinheiten beim spanischen Klub Real Murcia. Im Januar 2015 wurde er schließlich in seine uruguayische Heimat an die Rampla Juniors ausgeliehen. Dort lief er in der Clausura 2015 in acht Ligaspielen (kein Tor) auf. Anfang Juli 2015 kehrte er zu Benfica zurück. Er gehört in der Spielzeit 2015/16 dem Kader der Zweiten Mannschaft an, kam aber in der Liga nicht zum Einsatz. Mitte Mai 2016 wechselte er nach Brasilien zum SC São Paulo. Seit Mitte August 2016 stand er in Reihen des Zweitligisten Club Atlético Atenas, bei dem er zwölf Ligaspiele (kein Tor) absolvierte. Im Januar 2017 verpflichtete ihn der Erstligist Juventud, für den er bislang (Stand: 13. Februar 2017) in zwei Erstligapartien (kein Tor) auflief.

### Nationalmannschaft
Varela debütierte am 28. Oktober 2008 unter Trainer Fabián Coito beim Torneo Val de Marne im Spiel gegen Frankreich in der uruguayischen U-15-Nationalmannschaft. Mit der Auswahl, in der er insgesamt 20 Länderspiele absolvierte und zwei Tore erzielte, nahm er an der in Bolivien ausgetragenen U-15-Südamerikameisterschaft 2009 teil. Auch war er Mitglied in der U-17 seines Heimatlandes. Dort bestritt er ab seinem Debüt am 23. Juni 2010 im Torneo Diario La Voz del Interior beim 2:1-Sieg gegen die chilenische Elf 30 Länderspiele (kein Tor). Er war Mitglied des Aufgebots Uruguays bei der U-17-Weltmeisterschaft 2011 in Mexiko und lief in fünf Partien des Wettbewerbs auf, in dem Uruguay Vize-Weltmeister wurde. In der U-20-Nationalmannschaft kam er sodann unter Trainer Juan Verzeri erstmals am 6. Juni 2012 in der mit 4:2 gewonnenen Partie gegen die USA erstmals zum Einsatz. Varela gehörte dem Aufgebot der uruguayischen U-20-Auswahl bei der U-20-Südamerikameisterschaft 2013 in Argentinien an und bestritt während des Turniers acht Partien. Im Juli 2013 wurde er sodann bei der U-20-Weltmeisterschaft 2013 in der Türkei Vize-Weltmeister mit Uruguay. Varela wurde in einem Spiel bei der WM eingesetzt. Bislang (Stand: 5. Juli 2013) absolvierte er 26 Länderspiele in dieser Altersklasse.

## Erfolge
- U-17-Vize-Weltmeister 2011
- U-20-Vize-Weltmeister 2013
- Uruguayischer Meister 2012/13